# Polavieja
Polavieja (La Polavieya en asturiano) es una parroquia del concejo asturiano de Navia. Su templo parroquial está dedicado a San Bartolomé. Alberga una población de 247 habitantes y ocupa una extensión de 9.58 km². Se encuentra a una distancia de 9.7 km de la capital del concejo.

## Aldeas
- Artedo (L'artedu) - 6 hab.
- Caborno (Cabornu) - 3 hab.
- El Bidulare (El Vidural) - 85 hab.
- Carvajal (El Carbayal) - 11 hab.
- Las Escas - 18 hab.
- Polavieja (La Polavieya) - 78 hab.
- San Miguel de los Eiros (Samigaldeiros) - 23 hab.
- Villabona - 33 hab.

- Datos: Q3329990
- Multimedia: Polavieja / Q3329990